# Bryoerythrophyllum sharpii
Bryoerythrophyllum sharpii är en bladmossart som beskrevs av Robert Zander 1986. Bryoerythrophyllum sharpii ingår i släktet fotmossor, och familjen Pottiaceae. Inga underarter finns listade i Catalogue of Life.